# Duchcovský poklad
Duchcovský poklad je depot bronzových předmětů nalezený roku 1882 v Obřím prameni (německy Riesenquelle) v Lahošti poblíž Duchcova v okrese Teplice v Ústeckém kraji.

## Historie nálezu
Při úpravách Obřího pramene (kdysi lázeňsky využívaný 25–38 °C teplý léčivý minerální pramen na severozápadním okraji vesnice) v roce 1882 byl ve skalní trhlině v hloubce asi šesti metrů ve stěně vřídla pod nánosem bahna nalezen překocený bronzový kotel obsahující velké množství bronzových předmětů.

## Složení depotu
Depot tvořilo na 2000 bronzových předmětů: přes 1000 spon, minimálně 650 náramků, minimálně 100 prstenů. Spony – šatní spínadla velikosti 35–65 milimetrů, fungující na principu zavíracího špendlíku, byly až na malé detaily téměř stejné; jsou natolik typické a duchcovský poklad natolik významný, že pro ně evropští archeologové dodnes používají termín duchcovská spona. Náramky byly vyrobeny z jednoduchého nebo kličkovitě vinutého drátu, z úzkého pásku plechu nebo bronzové tyčinky, různě profilovány a zdobeny. Prsteny byly většinou jednoduché, z drátu nebo zesíleného pásku.

## Datování a interpretace
Depot byl uložen do vřídla mezi lety 370–320 př. n. l. (podle tzv. Reineckovy periodizace doby laténské ve stupni LT B1).
Soubor představuje mimořádnou akumulaci bohatství a nepochybně stejně mimořádné byly i pohnutky k jeho uložení – šlo zřejmě o votivní dar vzývanému božstvu nebo nadpřirozené moci, která měla zabezpečovat ochranu zdraví a léčitelské síly; vzhledem k tomu, že šperky, z nichž sestával, náležely k ženským garniturám, šlo nepochybně o božstvo vzývané ženami.

## Uložení nálezů
Největší část předmětů je uložena v muzeu Teplicích, zbytek je rozptýlen v téměř dvou desítkách muzejních institucí v České republice i zahraničí: v Čechách v Českých Budějovicích, Chomutově, Duchcově, Hradci Králové, Kutné Hoře, Litoměřicích, Mostě, Praze, Teplicích, Trmicích a Karlových Varech. V zahraničí jsou nebo byly předměty duchcovského pokladu uloženy v Přírodovědném muzeu ve Vídni, dále v Norimberku, Berlíně, Drážďanech, Mohuči a Londýně. 